# RFU Championship 1989-90
La RFU Championship 1989-90 fue la tercera edición del torneo de segunda división de rugby de Inglaterra.

## Sistema de disputa
Los equipos se enfrentaran todos contra todos en una sola ronda, totalizando 11 partidos en la fase regular.

## Clasificación
| Pos. | Equipo              | Encuentros | Encuentros | Encuentros | Encuentros | Tantos | Tantos | Tantos | Puntos |
| Pos. | Equipo              | PJ         | PG         | PE         | PP         | F      | C      | Dif    | Puntos |
| ---- | ------------------- | ---------- | ---------- | ---------- | ---------- | ------ | ------ | ------ | ------ |
| 1    | Northampton Saints  | 11         | 9          | 1          | 1          | 192    | 135    | 57     | 19     |
| 2    | Liverpool St Helens | 11         | 8          | 2          | 1          | 154    | 106    | 48     | 18     |
| 3    | Richmond RFC        | 11         | 7          | 1          | 3          | 282    | 135    | 147    | 15     |
| 4    | Coventry RFC        | 11         | 6          | 1          | 4          | 206    | 185    | 21     | 13     |
| 5    | London Irish        | 11         | 6          | 0          | 5          | 228    | 247    | –19    | 12     |
| 6    | Rugby Lions         | 11         | 5          | 0          | 6          | 238    | 172    | 66     | 10     |
| 7    | Plymouth Albion     | 11         | 5          | 0          | 6          | 206    | 164    | 42     | 10     |
| 8    | Headingley          | 11         | 5          | 0          | 6          | 161    | 226    | –65    | 10     |
| 9    | Sale Sharks         | 11         | 4          | 0          | 7          | 153    | 182    | –29    | 8      |
| 10   | Blackheath FC.      | 11         | 3          | 2          | 6          | 141    | 205    | –64    | 8      |
| 11   | Waterloo RFC        | 11         | 3          | 0          | 8          | 147    | 193    | –46    | 6      |
| 12   | Gosforth RFC        | 11         | 1          | 1          | 9          | 108    | 266    | –158   | 3      |

|  | Campeón. |

| Bandera de Inglaterra      |
| Campeón Northampton Saints |
| Primer título              |